# Ron Garvin
Ron Garvin (* 30. März 1945 in Montreal, Quebec, Kanada als Roger Barnes) ist ein ehemaliger kanadischer Wrestler. Er wurde durch seine Auftritte für Mid-Atlantic Championship Wrestling und die World Wrestling Federation (heute: WWE) bekannt.

## Karriere
Barnes begann 1962 mit dem Wrestling, zunächst unter seinem Geburtsnamen. Trainiert wurde er von Pat Patterson. Seinen Ringnamen Ron Garvin, unter dem er später wesentlich bekannter wurde, bekam er zu jener Zeit, weil er ein Tag-Team mit Terry Garvin bildete, der als sein Bruder auftrat. Das Duo trat in zahlreichen Promotionen auf und gewann eine Reihe regionaler Titel. Als Manager kam Jimmy Garvin hinzu, der im wahren Leben Garvins Stiefsohn ist.
Ende der 1970er machte Garvin sich auch als Einzelwrestler einen Namen. er trat vorwiegend in Georgia, Alabama, Kentucky und Tennessee auf. Auftritte hatte er dort für die Promotions von Ron Fuller (Southeastern Championship Wrestling), Angelo Poffo (International Championship Wrestling) sowie weitere Mitgliedsverbände der National Wrestling Alliance. Zu seinen bekannten Gegner zählten zu jener Zeit Randy Savage, Andre the Giant, Bob Orton, Jr. sowie Jake Roberts.
1984 schloss er sich der aufstrebenden Promotion Mid-Atlantic Championship Wrestling von Jim Crockett an. Dort feierte er seine größten Erfolge. So gewann er zusammen mit Barry Windham den NWA United States Tag Team Championship und hatte eine Fehde mit Jim Cornettes Version von The Midnight Express.
Am 25. September 1987 durfte Garvin Ric Flair besiegen und sich so den NWA World Heavyweight Championship sichern. Von vornherein war der Sieger des Matches als Interims-Champion geplant, da man für Flair einen Gegner für die erste Ausgabe der Großveranstaltung Starrcade benötigte. Daher lehnten viele Wrestler den Job ab. Garvin, mittlerweile 42, war sich jedoch sicher, dass dies seine letzte Möglichkeit auf einen Titelgewinn wäre und willigte ein. 62 Tage durfte er den Titel behalten, danach holte sich Flair planmäßig bei Starcade den Championship wieder zurück.
Anschließend fehdete er noch gegen Kevin Sullivan und durfte erstmals auch den Heel spielen, als er Dusty Rhodes niederschlug. Im August trennte er sich jedoch in einem Streit von der Promotion und wrestlete anschließend für American Wrestling Association (AWA) und das World Wrestling Council (WWC).
Ende 1988 unterschrieb er bei der World Wrestling Federation (WWF) und trat dort als Publikumsliebling als „Rugged“ Ronnie Garvin auf. Beim Royal Rumble 1989 wurde er von Andre the Giant aus dem Ring geworfen. Sein Match gegen Dino Bravo bei Wrestlemania V musste er verlieren. Anschließend hatte er eine Fehde gegen Greg Valentine, die mit einem „Retirement Match“ endete. Danach porträtierte er einen Ringrichter, der häufig handgreiflich wurde, wenn einer der Wrestler sich nicht an seine Anweisungen hielt. Schließlich wurde er nach einem Schlag gegen Jimmy Snuka „suspendiert“.
Beim SummerSlam gelang es ihm durch einen Trick wieder als Wrestler eingesetzt zu werden. Anschließend fehdete er wieder gegen Valentine. Eine beginnende Fehde gegen Rick Martel wurde nicht fortgeführt, da Garvin die WWF 1990 verließ.
In den 1990ern kam er zunächst bei Smoky Mountain Wrestling unter, wo er gegen Kevin Sullivan und Paul Orndorff antrat. Anschließend trat er in diversen Independent-Ligen auf. Beruflich führte er mehrere Gebrauchtwagenläden in Gaston County, North Carolina. Zudem besitzt er einen Pilotenschein. Sein letztes Match bestritt er 2011 bei Juggalo Championship Wrestling, wo er bei einer Legenden-Battle-Royale antrat.

## Erfolge

### Titel
- All-American Wrestling
  - AAW Heavyweight Championship (1×)[6]
- American Wrestling Association
  - AWA International Television Championship (1×)[7]
- Championship Wrestling from Florida
  - NWA Florida Tag Team Championship (1×) – mit Ole Anderson[8]
  - NWA World Tag Team Championship (1×) – mit Terry Garvin[9]
- International Championship Wrestling
  - ICW Southeastern Heavyweight Championship (2×)[10]
- Mid-Atlantic Championship Wrestling/Jim Crockett Promotions
  - NWA Mid-Atlantic Heavyweight Championship (1×)[11]
  - NWA United States Tag Team Championship (1×) – mit Barry Windham[4]
  - NWA World Heavyweight Championship (1×)[4]
- Mid-South Sports/Georgia Championship Wrestling
  - NWA Georgia Tag Team Championship (2×) – mit Terry Garvin[12]
  - NWA Macon Tag Team Championship (2×) – mit Terry Garvin (1×) und Roger Kirby (1×)[13]
  - NWA National Heavyweight Championship (1×)[14]
  - NWA National Tag Team Championship (1×) – mit Jerry Oates[15]
  - NWA National Television Championship] (2×)[16]
  - NWA World Television Championship (Georgia version) (2×)1[16]
- National Championship Wrestling
  - NCW Heavyweight Championship (1×)[17]
- National Wrestling Alliance
  - NWA World Heavyweight Championship ([1x)
- NWA Mid-America
  - NWA Mid-America Tag Team Championship (2×) – mit Terry Garvin[18]
  - NWA Southern Junior Heavyweight Championship (1×)[19]
  - NWA Southern Tag Team Championship (Mid-America version) (1×) – mit Terry Garvin[20]
- Southeastern Championship Wrestling
  - NWA Southeastern Heavyweight Championship (Northern Division) (5×)[21]
  - NWA Southeastern Tag Team Championship (3×) – mit Tony Charles (1×) und Bob Orton, Jr. (2×)[22]
  - NWA Tennessee Tag Team Championship (1×) – mit Terry Garvin[23]
- Tennessee Mountain Wrestling
  - TMW Heavyweight Championship (1×)[24]
  - TMW Tag Team Championship (1×) – mit Tim Horner[25]
- World Wrestling Council
  - WWC Universal Heavyweight Championship (2×)[5]

### Ehrungen
- Pro Wrestling Illustrated
  - Platz 126 der 500 besten Einzelwrestler laut PWI 500 (1991)[26]
  - Platz 142 der 500 besten Einzelwrestler aller Zeiten (PWI Years) (2003)[27]